# 勝田信
勝田 信（かつた しん、1888年8月29日 - 1989年9月16日）は、日本の経営者、銀行家。鹿児島銀行頭取を務めた。

## 経歴
東京都出身。1911年に東京高等商業学校専攻部銀行科を卒業し、同年に日本銀行に入行。1944年2月に鹿児島興業銀行(のちの鹿児島銀行)頭取に就任し、1960年5月には相談役に退いた。鹿児島商工会議所会頭も務めた。
1956年5月に黄綬褒章を受章し、1965年11月に勲四等旭日小綬章を受章。
1989年9月16日、心不全のために死去。101歳没。